# Leon Pliester

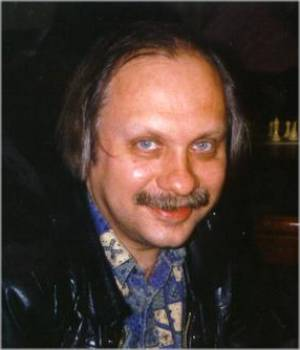
Leon Pliester (foto Dimitri)

Leon Pliester (Grave, 20 augustus 1954 – Rotterdam, 23 oktober 2012) was een Nederlandse schaker. Hij was een internationaal meester (IM) en schreef een boek over het Rubinsteincomplex in de Nimzo-Indische opening. Hij overleed aan een leverziekte die complicaties aan de nieren had veroorzaakt.
In 1990 eindigde hij bij het Nederlands Kampioenschap met een score van 4 uit 11 op de gedeelde tiende plaats. In 1997 speelde hij mee in de Apeldoornse Schaakvierdaagse met als slot een groot rapidschaaktoernooi dat door hem gewonnen werd. In 2005 haalde hij met 5 uit 12 een goed resultaat in de Grootmeester C-groep van het Corustoernooi. 
|   | Blees - Pliester 0 - 1 (Dieren open 1988) |    |    |    |    |    |    |    |
| 8 | rd                                        |    |    | rd |    |    | kd |    |
| 7 | pd                                        | pd |    |    | nd | pd | pd |    |
| 6 |                                           |    |    |    |    | nd |    |    |
| 5 |                                           |    |    | pd | bd | qd |    |    |
| 4 |                                           | pl |    |    | pd |    |    | pd |
| 3 | pl                                        | bl | nl |    | pl | bd |    | pl |
| 2 |                                           | bl |    |    | nl | pl | pl |    |
| 1 |                                           |    |    | rl | ql |    | rl | kl |
|   | a                                         | b  | c  | d  | e  | f  | g  | h  |
|   | slotstelling na 26. ... Df5               |    |    |    |    |    |    |    |

Hij kwam in de KNSB-competitie onder meer uit voor het Bussums Schaak Genootschap. 
Leon studeerde psychologie en ontdekte daarbij het post-titelsyndroom. Dit syndroom is een rem op de denkcapaciteit van degene die een titel behaald heeft: het verlangen om die in de wacht te slepen is zo groot, dat de kandidaat na afloop in een gat valt als de spanning verdwijnt, soms gepaard aan faalangst.
Hieronder de partij Albert Blees  – Leon Pliester (Dieren open, 1988):

1.d4 Pf6 2.c4 e6 3.Pc3 Lb4 4.e3 0-0 5.Ld3 d5 6.Pge2 dxc4 7.Lxc4 e5 8.a3 Ld6 9.Pb5 Pc6 10.d5 Pe7 11.Pec3 e4 12.Dc2 Lf5 13.Pd4 Lg6 14.Dd2 Le5 15.Pde2 Dd7 16.b4 Tfd8 17.Lb2 c6 18.Tad1 Dg4 19.Pg3 h5 20.h3 Dh4 21.0-0 Dg5 22.De1 cxd5 23.Lb3 h4 24.Pge2 Lh5 25.Kh1 Lf3 26.Tg1 Df5 wit geeft op (0-1)